# 丸山暁鶴
丸山 暁鶴（まるやま ぎょうかく、1934年2月13日 - 2014年8月6日）は、昭和・平成期の日本の書家・篆刻家。

## 概略
- 暁鶴は雅号である。日本書学院会員（参与[1]）。玄珠会主宰[2]。下野書道界顧問。日本書道連盟参与。栃木文化団体連絡協議会顧問。栃木市栃木書道連盟顧問。栃木書友会参与。子供の一人に、小説家のくしまちみなとがいる[3]。

## 経歴
- 書家の安藤搨石（あんどう とうせき）ならびに篆刻家の生井子華（いくい しか）に師事。
- 栃木の書壇50人の一人に選出される。
- 中華人民共和国の金華市の扁額を刻字した他、民主党結党時に掲げた『風』という字を書いた書家。
- 日本近代篆刻の開祖である「東皐心越禅師」の研究・調査を行う。
- 白幡山勝泉院の寺院額は暁鶴作である。

## 年表
- 1934年（昭和9年）2月13日 - 栃木県下都賀郡栃木町（現・栃木市）境町の酒屋の長男として生まれる。
- 1949年（昭和24年） - 栃木県立栃木商業高等学校卒業
- 1951年（昭和26年） -  書道誌書友会に所属。（後に理事長や参与に昇格する）
- 1960年（昭和35年） - 結婚する
- 1961年（昭和36年） - 書道塾・玄珠会を開塾する。
- 1967年（昭和42年） - 安藤搨石に師事
- 1969年（昭和44年） - 日本書学院に参加（同人・運営委員・参与）
- 1973年（昭和47年） - 生井子華に師事（平成元年の生井没まで）
- 1976年（昭和51年） - 日本書学院展野村顧問賞受賞
- 1977年（昭和52年） - 日本書学院特別賞受賞
- 1979年（昭和54年） - 第一回玄珠会書展主宰 以降24回展まで
- 1980年（昭和55年） - 栃木市文化祭書道展会長
- 1982年（昭和57年） - 有志7名による心應会連続出品9回（於 銀座四丁目ゑり円画廊）
- 1987年（昭和62年） - 日展入選（篆刻）
- 1988年（昭和63年） - 読売書法展特選受賞（篆刻）幹事に昇格
- 1991年（平成3年） - 栃木市文化祭書道展顧問
- 1992年（平成4年） - 有志8名による伍申書会展 第一回展（代表を務める）以降11回展まで開催
- 1997年（平成9年） -  第二回栃木の書壇50人展出品 以降連続出品
- 1998年（平成10年） - 有志10名による日書学春秋展 連続出品16回（於 銀座松坂屋）、栃木県芸術祭美術展審査員（以降平成16年・21年）
- 2002年（平成14年） - 栃木県書道連盟常任理事（後に参与）
- 2005年（平成17年） - 栃木県書道連盟展連盟賞受賞、東皐心越禅師調査研究論文を栃木県書道連盟会報に発表
- 2008年（平成20年） - 第一回県南書人展代表（以降4回開催）、下野の書展賞受賞
- 2011年（平成23年） - 下野書道会会長、栃木市栃木文化団体連絡協議会会長
- 2014年（平成26年） - 栃木市栃木文化団体連絡協議会顧問ならびに下野書道会顧問となる。病のため永眠（80歳）。戒名は玄珠院搨華暁鶴居士。墓所は栃木市の白旗山勝泉院。
- 2015年（平成27年） - 妻と弟子3名の希望により遺墨展開催

## 主な受賞歴
書：読売展特選
篆刻：日展入選